# Домашний арест
Дома́шний аре́ст — мера пресечения, заключающаяся в ограничении лица, находящегося под домашним арестом, в свободном передвижении. Исполняется в пределах жилого помещения, в котором данное лицо постоянно проживает на законных основаниях. В качестве меры пресечения применяется в альтернативе содержания под стражей. Домашний арест предусматривает под собой ещё ряд запретов, таких, как запрет на общение с определёнными лицами, получение и отправку корреспонденции, использование любых средств связи, в том числе и сети «Интернет». Порядок избрания меры пресечения прописан в статье 107 УПК РФ.
В правовом государстве домашний арест назначается судом.

## В Российской империи
Домашний арест в законодательстве Российской империи был закреплён в «Уложении о наказаниях уголовных и исправительных» и «Уставе уголовного судопроизводства». Применялся по усмотрению суда или административного органа (в дисциплинарном порядке) к дворянам и чиновникам, обвинённым в нарушениях, влекущих краткосрочный арест. Однако порядок отбывания этого вида наказания в законе не был определён.

## В СССР
В Советском Союзе домашние аресты имели широкое применение. Уголовно-процессуальный кодекс (УПК) РСФСР 1923 года предусматривал домашний арест, однако в УПК РСФСР 1960 года данная мера пресечения была исключена.

## В Российской Федерации
Домашний арест, как одна из мер пресечения, предусмотрен статьёй 107 Уголовно-процессуального кодекса Российской Федерации. Инициатором введения подобной меры пресечения в России выступило Министерство юстиции Российской Федерации.
Согласно статье 72 Уголовного кодекса Российской Федерации, время содержания лица под стражей до судебного разбирательства засчитывается в срок лишения свободы из расчёта один день за один день. Согласно части 10 статьи 109 Уголовно-процессуального кодекса, в срок содержания под стражей также засчитывается время домашнего ареста, но в законе коэффициент перевода количества дней, проведённых под домашним арестом, в срок наказания прямо не закреплён. Однако несмотря на отсутствие прямого указания на домашний арест по аналогии распространяются те же сроки зачёта наказания, что и на время содержания лица под стражей.
14 апреля 2015 в ГД РФ был внесён законопроект 768885-6, который устанавливал соотношение дней, проведённых под домашним арестом, в количество дней наказания как 2 к 1. Разработчики законопроекта мотивировали поправки тем, что пребывание лица в доме не может быть сопоставимым по смыслу вышеуказанных норм с его содержанием в следственном изоляторе либо ином месте. 2 июля 2015 года законопроект был снят с рассмотрения.
В последнее время в России реализуется политика гуманизации уголовных наказаний, применяются альтернативные заключению под стражу меры пресечения. Количество лиц, по отношению к которым применяется домашний арест, возрастает на 15-20 % ежегодно. За последние пять лет численность домашних арестантов увеличилась более чем в 4 раза, с 5 тыс. человек в 2013 году до 22 тыс. в 2018 году.

## Примеры домашнего ареста известных людей
- Галилео Галилей с 1633 по 1642 годы (9 лет) находился под домашним арестом.
- Ясир Арафат в последние годы жизни в Рамалле фактически находился под домашним арестом.
- Лидер оппозиции Мьянмы Аун Сан Су Чжи находилась под домашним арестом трижды: С 1989 по 1995 годы (6 лет), с 2000 по 2002 годы (2 года) и с мая 2003 года по ноябрь 2010 года (7 лет 6 месяцев). В общей сложности — более 15 лет 6 месяцев.
- Николай II и его семья в 1917-1918 годах находились под домашним арестом сперва в Царском Селе, затем - в Тобольске и Екатеринбурге.
- Андрей Сахаров был арестован в 1980 году по обвинению в антисоветской деятельности и без суда сослан в город Горький, где провёл 7 лет под домашним арестом под наблюдением КГБ.
- Роман Полански был помещён под домашний арест в Швейцарии в 2009 году в связи с уголовным делом, которое было заведено на него в США по поводу незаконной связи с 13-летней Самантой Геймер, имевшей место в 1970-х годах.
- Генеральный секретарь ЦК КПК (1987—1989) Чжао Цзыян провёл 15 лет под домашним арестом вплоть до смерти в 2005 году.
- Сербская поп-певица Светлана Ражнатович в 2011 году была приговорена к 1 году домашнего ареста после заключения между ней и прокуратурой Сербии соглашения о признании вины: певица признала факты хищений средств при продаже игроков футбольного клуба «Обилич» и обязалась вернуть в казну 1 миллион евро. Прокуратура, со своей стороны, отказалась от обвинения Ражнатович в незаконном хранении ранее найденного у неё оружия и от требования приговорить певицу к тюремному заключению.